# Histoire de l'Oklahoma
L'histoire de l'Oklahoma est à l'image de sa situation géographique, un véritable carrefour des civilisations et de cultures. Depuis les peuples des premières Nations, descendant de l'Alaska consécutivement à la fonte des glaciers pour s'établir dans les plaines cernées par les Rocheuses à l'ouest et par le Mississippi à l'est, suivis de nombreuses peuplades amérindiennes puis des migrations successives des Américains vers l'ouest, l'État de l’Oklahoma est la somme de toutes ces civilisations qui se sont, un jour, installées sur son sol.

## L'époque des Amérindiens
Les premières traces de la présence humaine en Oklahoma datent de la dernière ère glaciaire lorsque des groupes nomades de Paléoaméricains parcouraient la région en quête de nourriture,. Les cultures Folsom et Clovis ont été identifiées en plusieurs endroits. Vers 500 après l'ère commune apparurent les premières céréales cultivées dans la partie orientale, puis des innovations techniques (arc et flèche, céramique, architecture). La population connut alors une importante croissance. Le plus ancien site occupé de façon permanente par l'Homme est celui de Spiro Mounds, dans l'est de l'Oklahoma, qui fut habité entre 850 et 1450 de l'ère commune. La civilisation du Mississippi dominait alors le centre de l'Amérique du Nord et laissa de nombreux tertres funéraires ou cultuels. Après la disparition des Mound Builders, la région fut occupée par les Caddos, les Osages et les Wichitas qui chassaient le bison ou pratiquaient l'agriculture (maïs, haricot, courge).

## En 1830, une loi de déportation des Indiens à l'Ouest

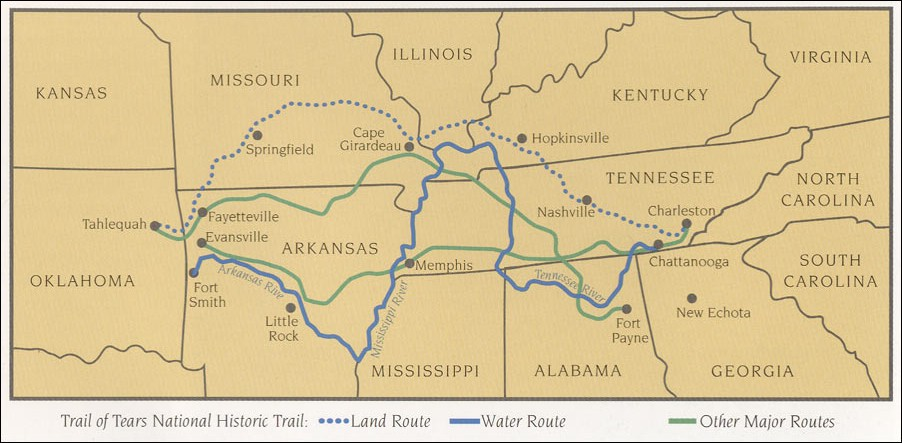
La Piste des larmes a commencé dès 1831.

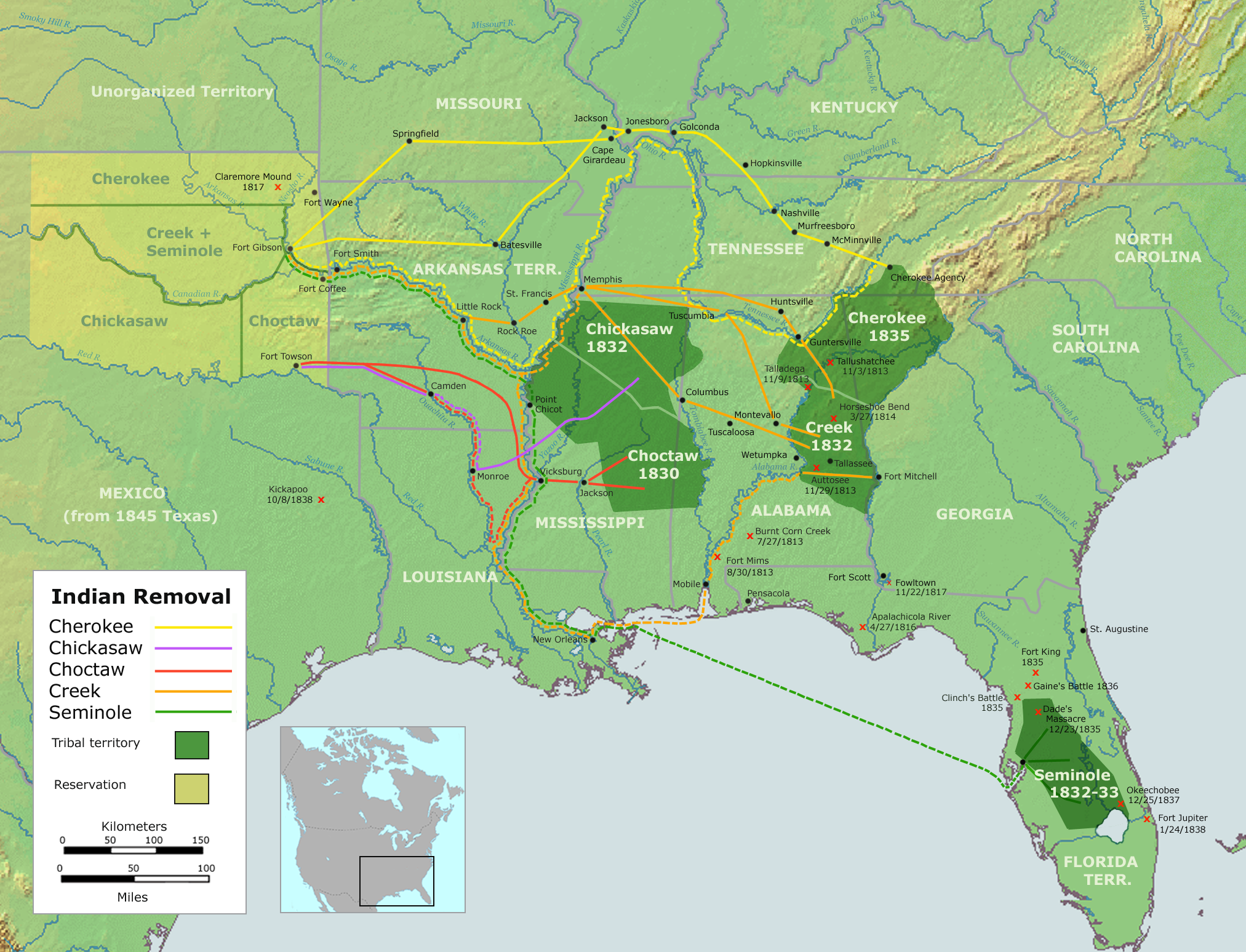
Routes suivies par les tribus amérindiennes lors de la Piste des larmes.

L'Indian Removal Act (littéralement « Acte de déplacement des Indiens ») du président Andrew Jackson, signé le 28 mai 1830, ordonne la déportation des 60 000 Amérindiens vivant encore dans les territoires compris entre les treize États fondateurs et le Mississippi, vers un territoire situé au-delà. C'est le début d'une série de déportations, à l'origine de la « Piste des larmes » (1831-1838), terme qui vient du fait que le traitement réservé aux Cherokees a soulevé une réelle indignation dans une partie de l’opinion américaine. C'est le général Winfield Scott qui procède de force au grand « dérangement » des Cherokees : selon l’historien Grant Foreman, sur 18 000 Cherokees ayant pris le chemin de l’exil, 4 000 sont morts. Plusieurs tribus font de la résistance. En 1838, l'armée a pour ordre de les rassembler dans des camps en attendant qu'elles migrent vers l'Ouest. Plus de 1 500 Indiens moururent dans ces camps. En 1838-1839, les Cherokees sont déportés en Arkansas puis en Oklahoma. Ainsi, tout au long du XIXe siècle, plusieurs milliers d'Amérindiens s'installeront dans ce qui deviendra beaucoup plus tard l'Oklahoma et dans le sud du Kansas. Les terres déjà habitées par les tribus Osages et Quapaws furent attribuées aux Choctaws puis à d'autres peuples déplacés (les Cherokees de Géorgie, les Séminoles de Floride, les Chickasaws de Louisiane, puis les Apaches Chiricahua de l'Arizona en 1886). Vers 1890, plus de trente nations et tribus amérindiennes vivaient encore sur le Territoire indien, y compris celles présentées comme les « cinq tribus civilisées ».

## La création du Territoire indien en 1834

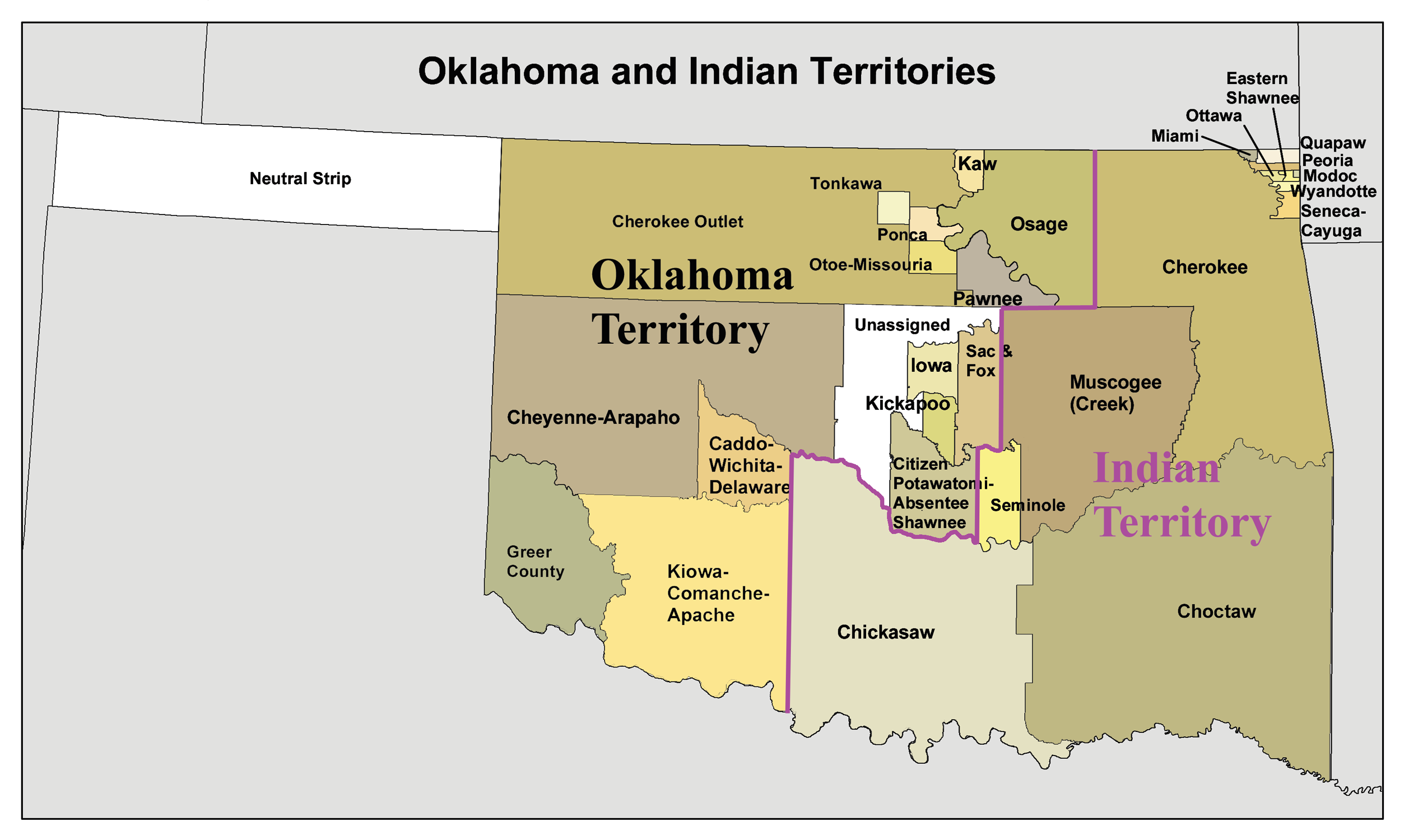
Le Territoire indien et le Territoire de l'Oklahoma vers 1890.

Un Territoire indien aux limites bien définies est fondé par l'Indian Intercourse Act de 1834, dont les origines juridiques remontent à la Proclamation royale de 1763, qui réservait tout l'ouest des Appalaches aux Indiens et confinait les colonies britanniques d'Amérique du Nord à l'est. À son tour, le nouveau Territoire indien de 1834 verra sans cesse  ses frontières rognées par la colonisation blanche. Les cinq tribus civilisées sont ainsi reléguées de force en Oklahoma mais une grande partie de leur population meurt sur la Piste des larmes.
Durant la guerre de Sécession, le Territoire indien est envahi par l'armée confédérée et par celle de l'Union. Dès 1866, de nouveaux traités passés entre les Indiens et le gouvernement amputent de moitié le territoire originel des Amérindiens. L'autre moitié sert à parquer des tribus telles que les Ottawas ou les Wichitas. Avec le temps, le Territoire indien se réduit au seul État actuel de l'Oklahoma. 
En novembre 1868, en violation du traité de Medicine Lodge, des troupes commandées par le général George Custer attaquent de nuit un village situé sur les rives de la Washita. La plupart des habitants furent tués — 103 hommes et un nombre inconnu de femmes et d'enfants, que Custer ne jugea pas dignes d’être comptés.
Entre 1866 et 1899, la croissance démographique des États-Unis entraîna une augmentation de la consommation de viande. L'élevage se développa au Texas et dans l'Oklahoma. Ce fut la grande époque des cow-boys qui menaient les troupeaux vers les gares du Kansas. En 1881, quatre des cinq chemins de transhumance passaient par le Territoire indien. Face à l'installation progressive dans la région de colons blancs qui posent des barbelés, le gouvernement fédéral établit en 1887 le Dawes Act, qui distribue les terres tribales aux familles amérindiennes pour les encourager à pratiquer l'agriculture. La moitié des terres amérindiennes fut en réalité ouverte à la colonisation ou achetée par les compagnies de chemin de fer.
L'organisation du Territoire de l'Oklahoma le 2 mai 1890 cantonne officiellement les tribus à la moitié orientale de ce territoire et ouvre la voie à de nouvelles vagues de colonisation blanche.

## Les six  «courses à la terre» des années 1890

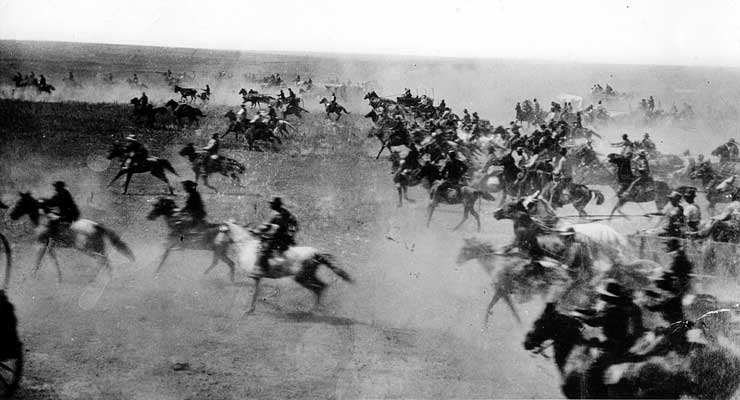
Une course à la terre (en anglais « Land Rush ») dans l'Oklahoma.

Dès le 22 avril 1889, les terres furent ouvertes aux colons qui s'y installèrent en masse (près de 50 000). Le 2 mai 1889, le Territoire de l'Oklahoma fut organisé sur la partie occidentale du Territoire indien, auquel fut adjoint l'Oklahoma Panhandle. Les fameuses « courses à la terre » commencèrent, selon le principe du « premier arrivé, premier servi ». De 1889 à 1895, six d'entre elles furent organisées. Les concurrents étaient invités à se rassembler au jour dit sur la ligne de départ, c'est-à-dire à la limite du territoire à conquérir, avec le moyen de locomotion de leur choix. Ils devaient ensuite, au signal, se rendre aussi vite que possible sur la parcelle convoitée, puis planter un pieu portant l'écriteau : « This land is mine », cette terre est mienne. La première des six courses eut lieu le 22 avril 1889 au départ de Guthrie (Oklahoma), au nord d'Oklahoma City, en plein centre de ce qui est toujours officiellement le Territoire indien. D'autres courses à la terre ont aussi eu lieu en Oklahoma[réf. nécessaire] :
- le 22 septembre 1891 sur le territoire des Iowa et des Sauk and Fox ;
- le 19 avril 1892 sur celui des Cheyenne et des Arapaho ;
- le 14 septembre 1893 sur la bande cherokee dans la région de Ponca City ;
- le 23 mai 1895 sur le territoire des Kickapoo.

## La découverte de pétrole et la création de l'État en 1907

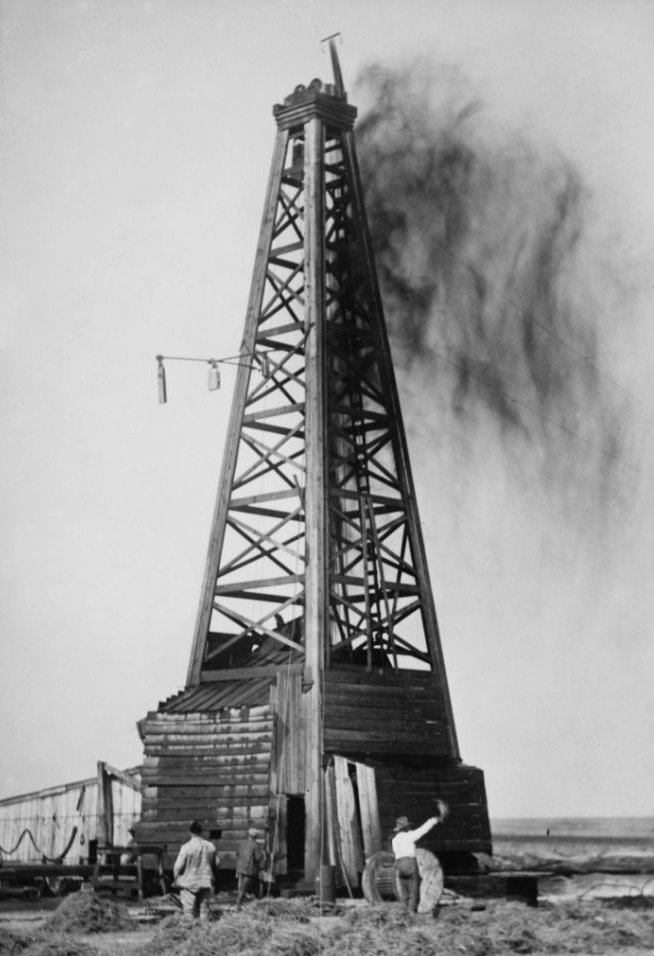
Puis de pétrole en 1922, près d'Okemah (Oklahoma).

La découverte du pétrole provoqua l'essor de plusieurs villes à partir de 1896 : au début du XXe siècle, Tulsa fut surnommée «  la capitale mondiale du pétrole » (Oil Capital of the World) et la production ne cesse d'augmenter. L'État atteindra seulement en 1927 sa production maximale de pétrole. Du pétrole sera alors découvert dans la ville d'Oklahoma City, jaillissant de puits forés un peu partout, même sur la pelouse sud du capitole, accélérant la croissance de la ville et de tout l'État.
Les habitants tentent de fonder l'État de Sequoyah dès 1905, mais se heurtent au refus du Congrès. La tentative de créer un état amérindien nommé Oklahoma ou Sequoyah échoua ; mais la Sequoyah Statehood Convention de 1905 posa les fondations de l'Oklahoma Statehood Convention, qui se réunit deux ans plus tard. Finalement, le Territoire indien disparaît officiellement lors de la fondation de l'État de l'Oklahoma le 16 novembre 1907.

## Deux capitales se succèdent

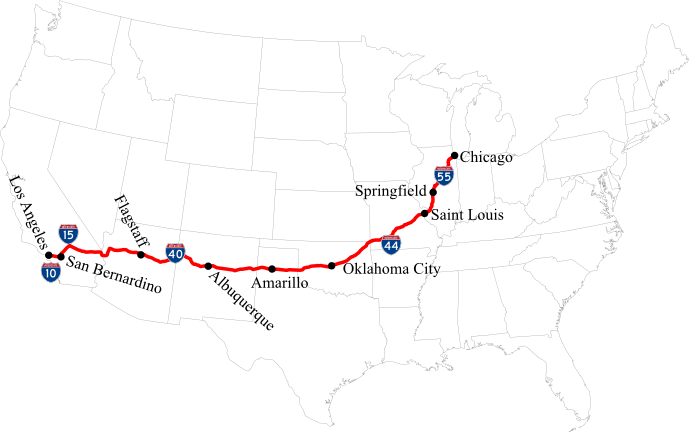
Principales villes traversées par la Route 66.

Avant cette date, Oklahoma City avait déjà supplanté Guthrie, la capitale territoriale, comme centre urbain et pôle commercial du nouvel État. Avec une population de 64 000 habitants, la ville lança une pétition pour devenir la nouvelle capitale de l’État. Un vote populaire est organisé, le gouverneur Charles N. Haskell s'y révélant un des plus ardents défenseurs de cette candidature. La nouvelle capitale est en plein centre du nouvel État, à 154 kilomètres de la ville pétrolière de Tulsa. Oklahoma City se développera surtout dans les années 1920, lorsqu'elle bénéficie à son tour de la découverte de pétrole, en plein cœur de la cité, un puits naturel jaillissant même sur l'une des pelouses du Capitole de l'État d'Oklahoma.
En 1927, l'homme d'affaires Cyrus Avery s'engage en faveur de la création de la Route 66, permettant à sa région d'adoption, l'Oklahoma, de se placer au carrefour de plusieurs routes traversant les États-Unis.

## Les émeutes noires de Tulsa en 1921

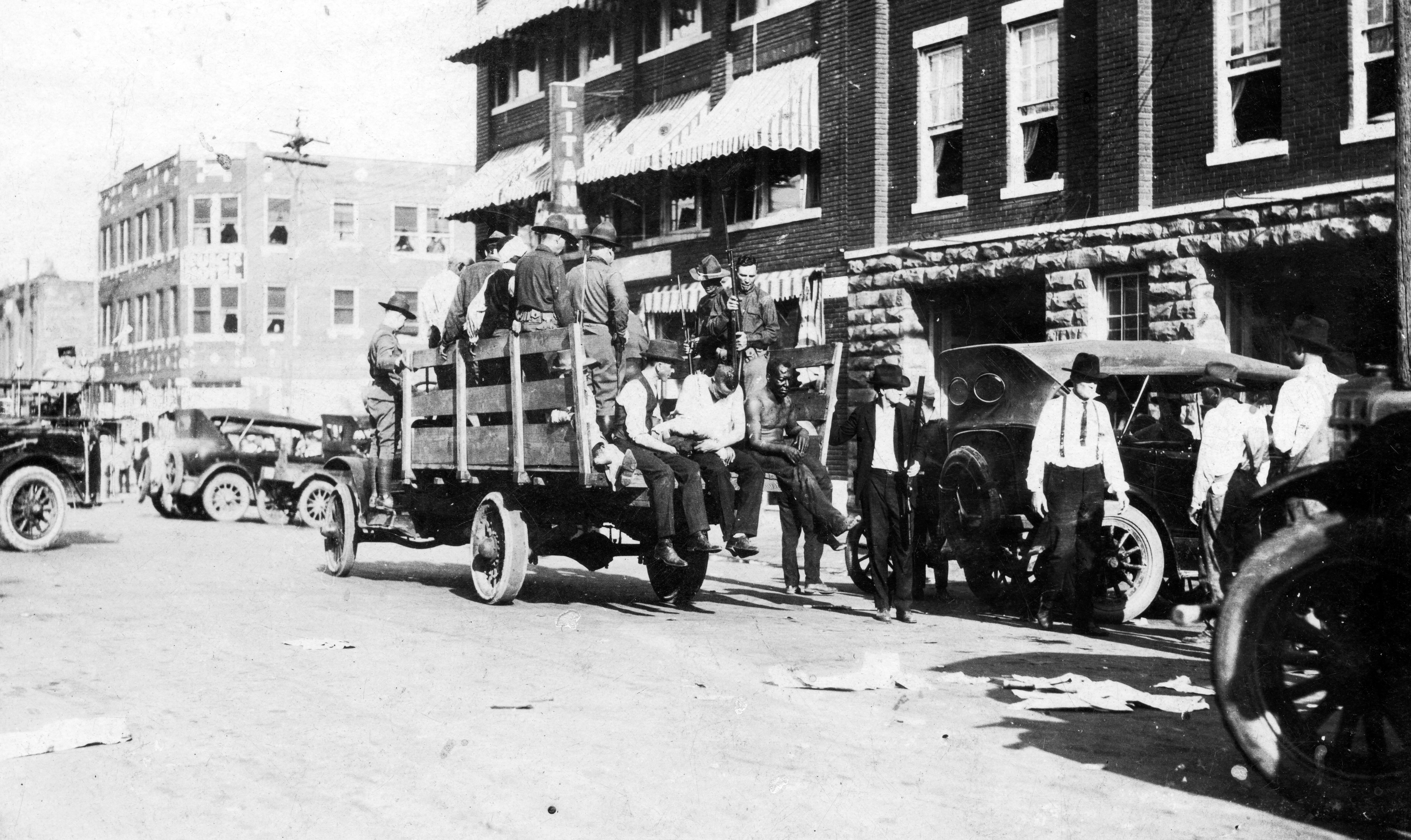
La garde nationale lors des émeutes.

Plusieurs communautés noires se sont formées au début du XXe siècle pour échapper au racisme qui prévalait notamment dans les États du Sud. Leur installation dans ce qui n'est plus pour très longtemps le Territoire indien a été encouragée par le politicien Edward P. McCabe. Nombre de ces communautés afro-américaines sont ensuite devenues des villes fantômes, à quelques exceptions près comme Boley et Langston, siège de l'université afro-américaine Langston). Fidèle à son projet, Edward P. McCabe tenta de convaincre le président américain Theodore Roosevelt que l'Oklahoma deviendrait un État majoritairement noir. 
Une communauté noire assez prospère vit par ailleurs dans le quartier de Greenwood, au sein de  la ville pétrolière de Tulsa. La ville est surnommée la Black Wall Street. En 1921, une importante émeute raciale menée par les blancs contre les noirs éclate, à la suite d'une affaire mal élucidée de viol présumé. Le nombre exact de victimes n'est pas connu. Les estimations vont de 36 morts (statistiques officielles) à 300 (estimation de la Croix-Rouge). D'autres estimations parlent de 50 à 500 morts. Les émeutes font en outre huit mille sans-abris en raison des incendies et des dégâts matériels provoqués par les émeutiers,. À la fin des années 1920, l'influence du Ku Klux Klan diminua fortement en Oklahoma. Dans son livre paru en 2002 consacré à l'émeute de Tulsa de 1921, James Hirsch rapporte deux faits révélateurs de l'amnésie collective à ce sujet : le journal local, le Tulsa Tribune, qui avait une rubrique rappelant des faits importants arrivés quinze ans plus tôt, ne leur a pas consacré une ligne au jour anniversaire, tandis qu'un éditorial très violent de l'époque des émeutes a été découpé des collections papier du journal Tulsa Tribune dans ses archives.

## Le combat contre les grandes sécheresses des années 1930

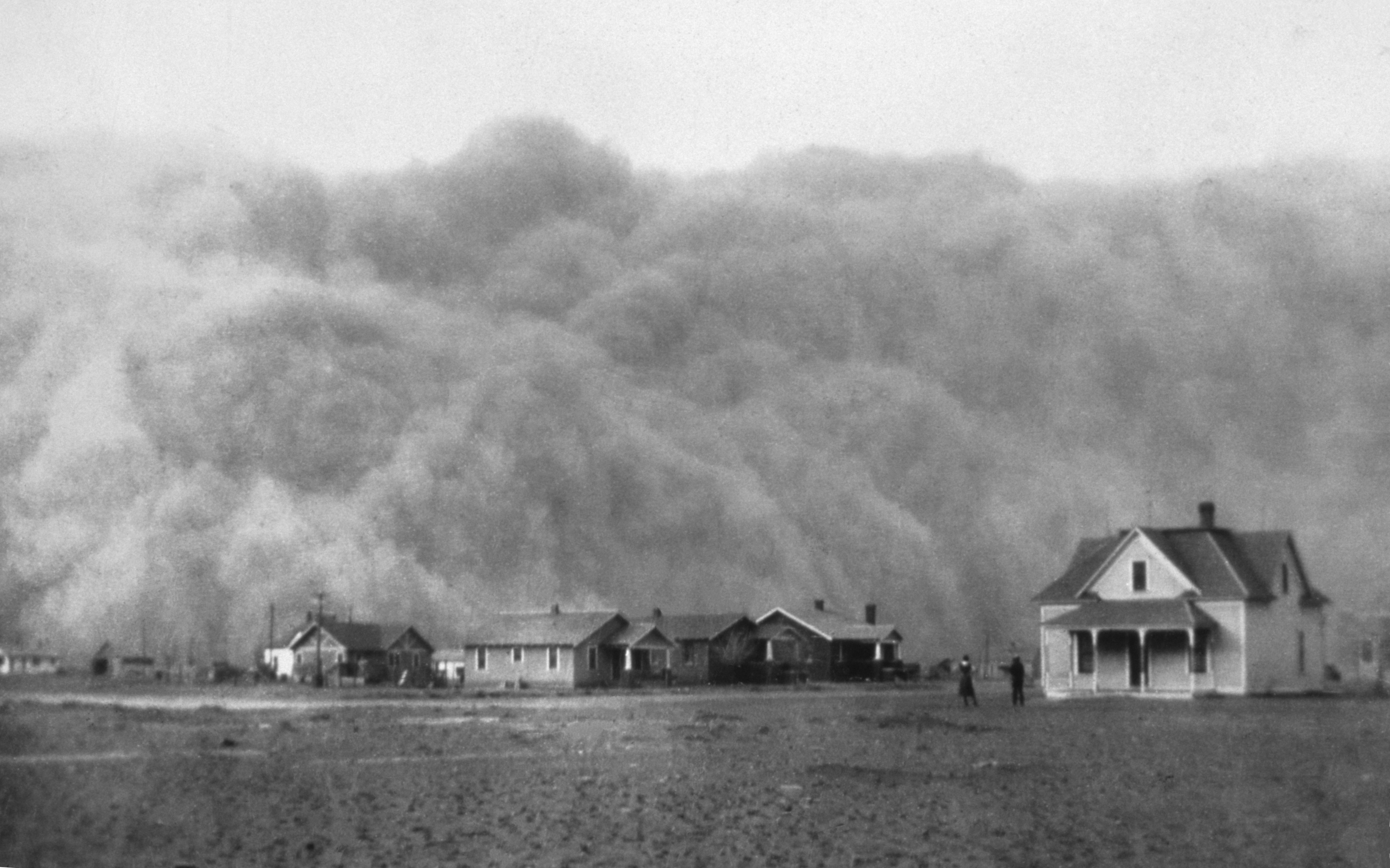
Front d'une tempête de poussière dans le Texas, voisin de l'Oklahoma, en 1935.

Au cours des années 1930, le Nord-Ouest de l'Oklahoma fit partie du Dust Bowl, la région des États-Unis touchée par une série de gros problèmes naturels, avec des tempêtes de poussière, véritable catastrophe écologique impliquant sécheresse et érosion des sols qui a touché, pendant près d'une décennie, la région des Grandes Plaines aux États-Unis et au Canada dans les années 1930. De nombreux agriculteurs furent contraints de quitter l'Oklahoma pour s'installer à l'ouest du pays : ce sont les Okies. La catastrophe fit également de nombreux morts victimes de maladies respiratoires ou de malnutrition. La population diminua, une contraction démographique qui dura jusqu'aux années 1950. Le président américain Franklin Roosevelt ordonna au Civilian Conservation Corps de planter des arbres entre la frontière canadienne et le Texas afin de couper le vent et de maintenir les sols. Les fermiers furent formés aux techniques de préservation du sol et de l'eau. Plusieurs barrages furent aménagés pour les besoins de l'irrigation et pour contrôler les crues.

## La croissance économique de l'après-guerre
Le combat contre les dégâts de la météo se poursuit dans l'après-guerre. Ainsi, dans les années 1960, on comptait déjà près de 200 lacs artificiels, le record aux États-Unis.
L'économie de l'Oklahoma reprit sa croissance avec la Seconde Guerre mondiale. Les besoins de l'armée américaine stimulèrent la production de pétrole et de biens manufacturés. L'État fédéral a une présence militaire significative dans la région avec en particulier des bases de l'armée de l'air à Enid (Vance Air Force Base) et Altus (Altus Air Force Base), en plus de la base aérienne de Tinker, à Oklahoma City. L'État de l'Oklahoma accueille également une forte concentration d'entreprises fabriquant des produits qui chauffent et refroidissent les bâtiments. Parmi les sociétés de ce secteur implantées à Tulsa, on compte AAON, l'ancienne Société John Zink.
L'État connut de nouveau une crise dans les années 1980 avec la multiplication des faillites bancaires et la diminution de la production de pétrole.

## Les 168 morts de l'attentat de 1995

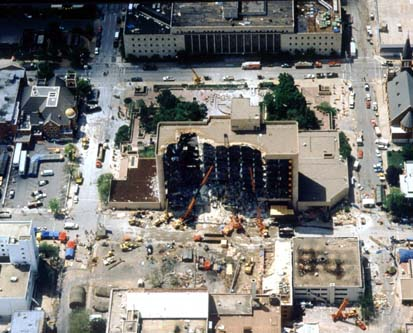
Vue aérienne du site après l'explosion.

L'attentat d'Oklahoma City contre le bâtiment fédéral Alfred P. Murrah fit 168 morts dont 19 enfants et plus de 800 blessés le 19 avril 1995. Perpétré par Timothy McVeigh et Terry Nichols, c’est l’attentat le plus meurtrier de l'histoire des États-Unis après ceux du 11 septembre 2001. L'explosion a détruit ou endommagé 324 bâtiments dans un rayon de 16 blocs, et détruit ou brûlé 86 voitures, faisant également tomber les vitres dans 258 bâtiments voisins. Il a provoqué des dommages totaux estimés à 652 millions de dollars. L'un des deux auteurs de l'attentat, Timothy McVeigh, a été condamné à mort par injection létale, tandis que son partenaire, Terry Nichols, reconnu coupable de 161 chefs d'accusation, a été condamné à la prison à vie sans possibilité de libération conditionnelle.